# Razer

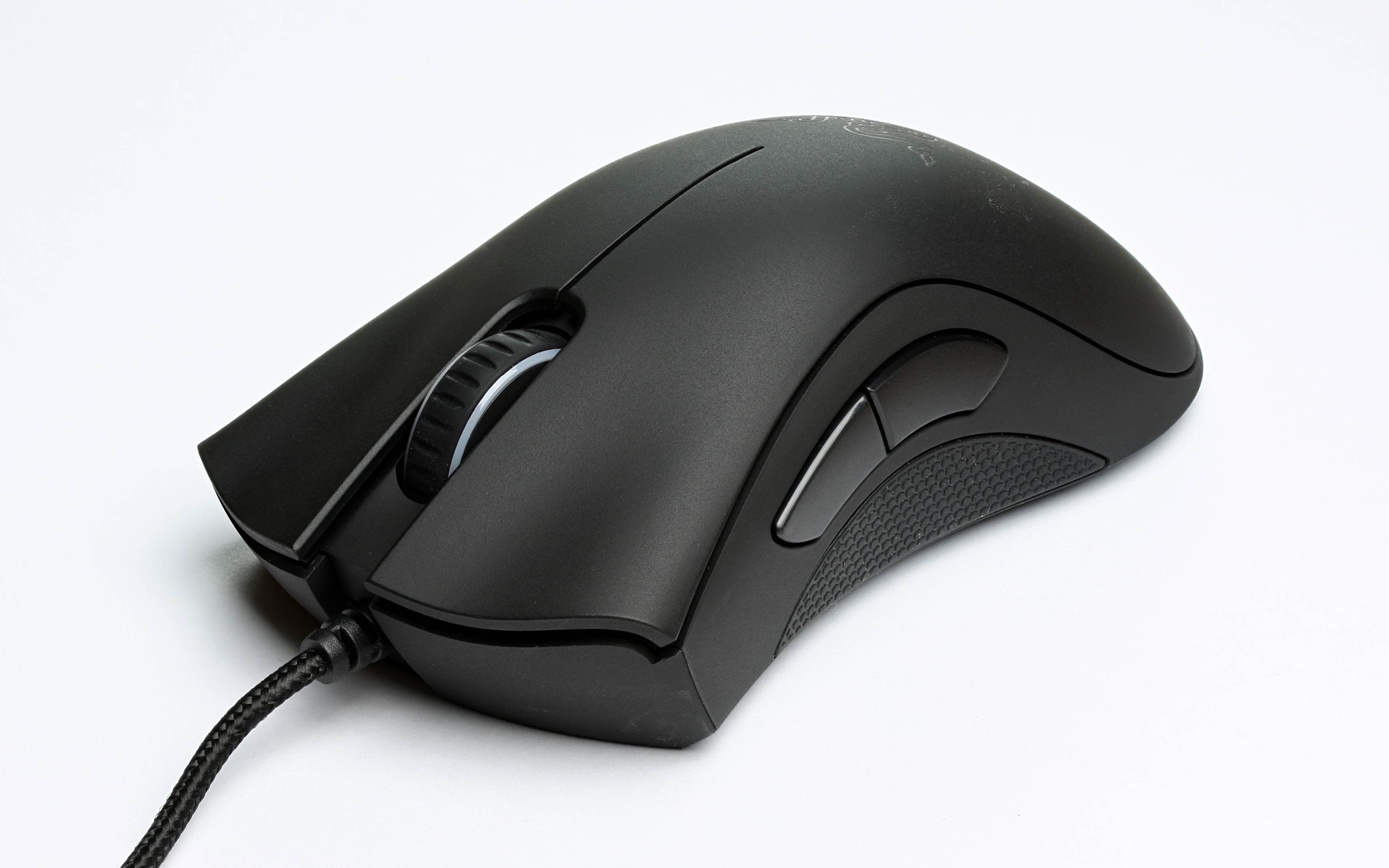
„DeathAdder 2013 Edition“-Maus

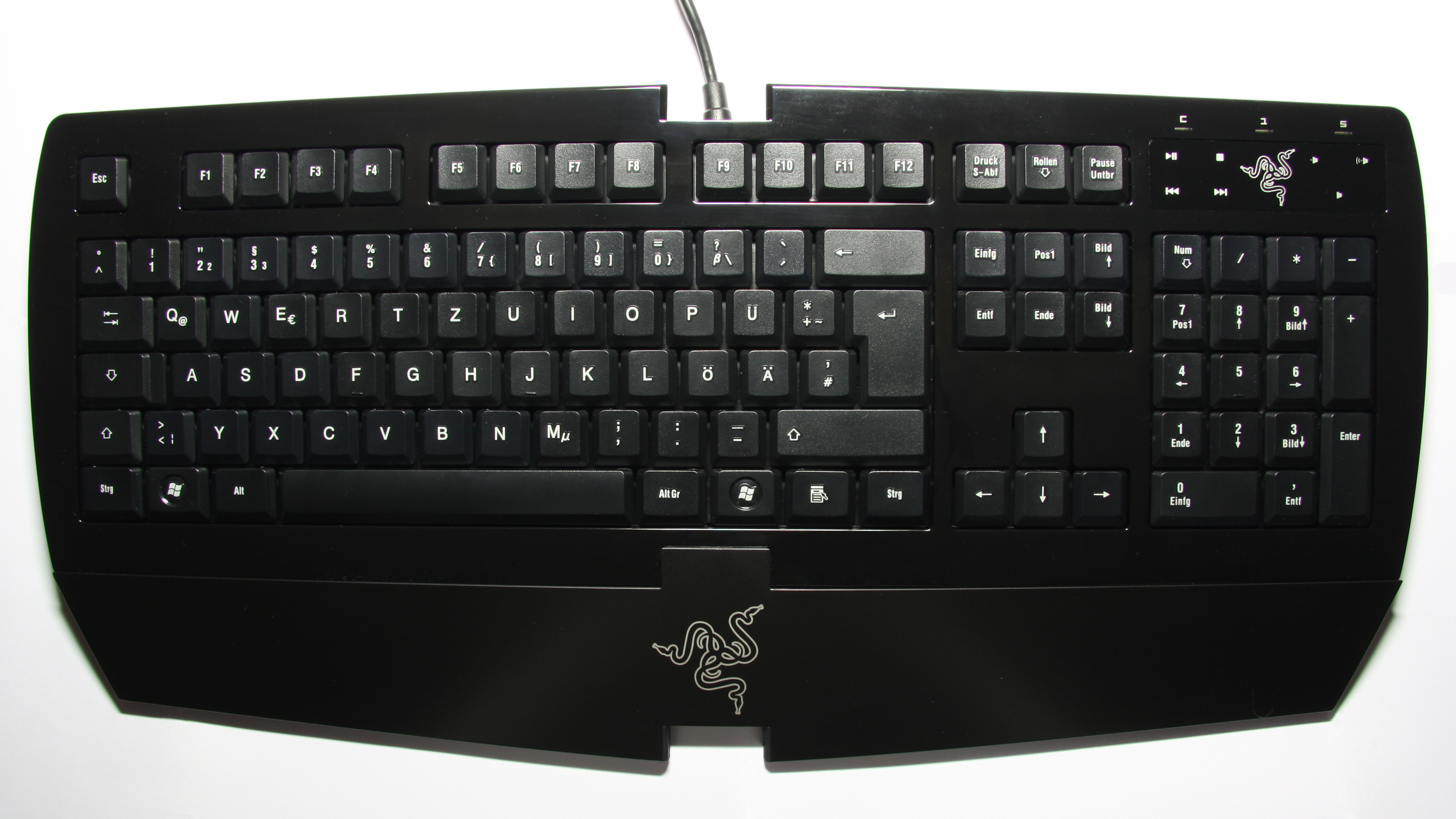
Arctosa-Tastatur

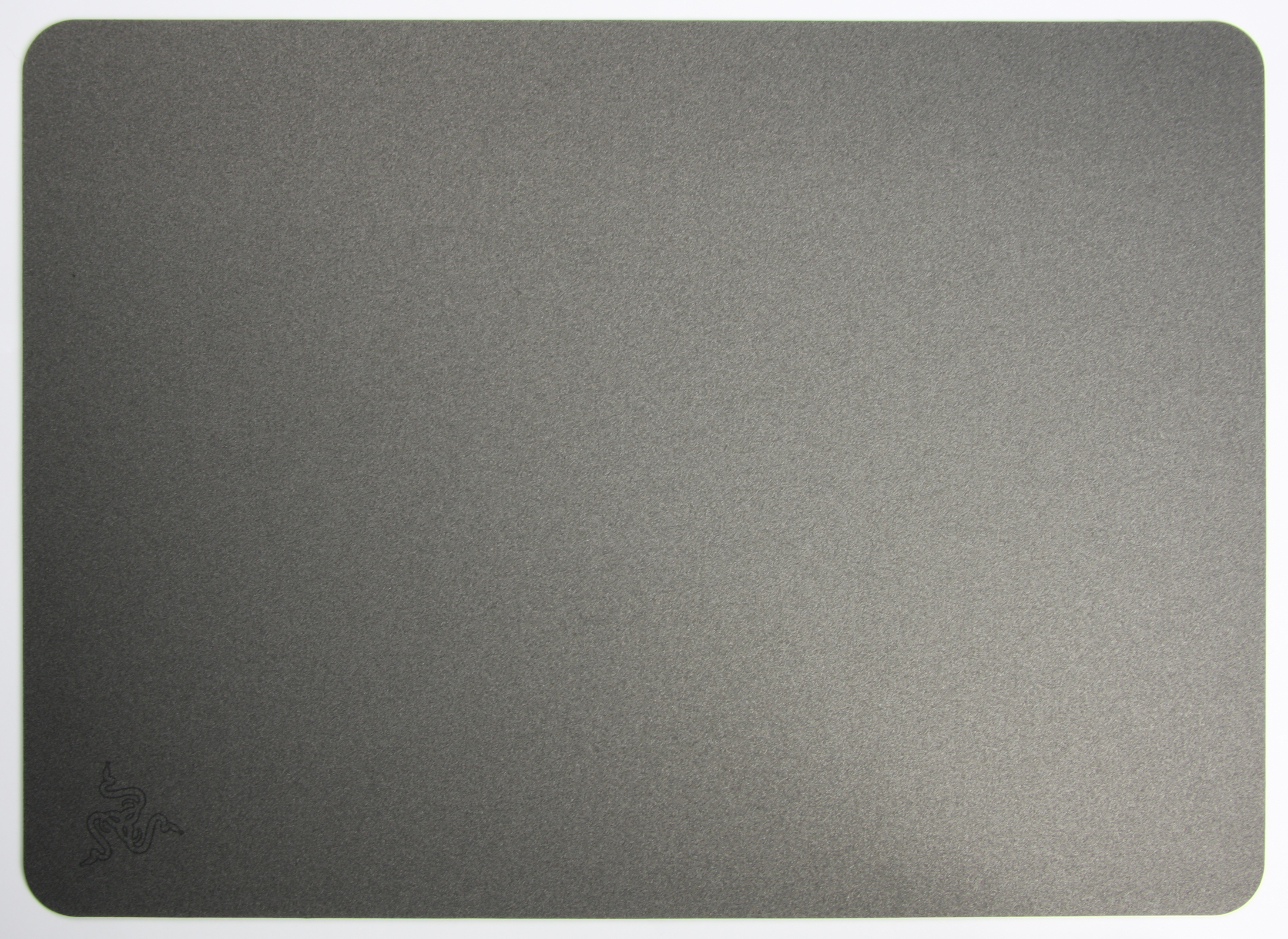
„Destructor 2“-Mauspad

Razer (stilisierte Eigenschreibweise: R Λ Z Ξ R) ist ein in Kalifornien gegründeter Hersteller von Computerzubehör (Mäuse, Mauspads etc.) speziell für Computerspieler. Die Marke Razer befindet sich derzeit im Besitz der Razer USA Ltd. Die meisten Produkte wurden nach verschiedenen Tieren einer Gattung benannt. So tragen die Mäuse häufig die Namen mythologischer Schlangenwesen („Naga“, „Ouroboros“), während Tastatur teilweise nach Spinnen („BlackWidow“) und ein Kopfhörer nach Kraken, ein anderer nach dem Hammerhai, („Hammerhead“) benannt wurden.

## Geschichte
Das Unternehmen wurde im Jahr 1998 von einem Team aus Ingenieuren und Wirtschaftlern gegründet, um eine High-End-Maus zu entwickeln und zu vermarkten. Diese als Boomslang bezeichnete Maus wurde als die weltweit erste Maus mit einer Auflösung von 1000 dpi beworben mit der Behauptung, die Leistung der Spieler steigern zu können. Vergleichbare Konkurrenzprodukte nutzten seinerzeit eine Auflösung von etwa 200–400 dpi.
Mit der starken Verbreitung optischer Mäuse geriet das Unternehmen, das auf optomechanische Mäuse setzte, nach der Jahrtausendwende in Bedrängnis. Obwohl die von Razer hergestellten Mäuse bereits eine Auflösung von 1400 und 2100 dpi erreichten, verlor der Hersteller Marktanteile. Diese erlangte das Unternehmen zurück, indem es 2004 auch optische Mäuse anbot, die mit einer Auflösung von 1000 dpi den bis dahin verfügbaren Modellen mit etwa 800 dpi überlegen waren. Seit dieser Umstellung veröffentlichte das Unternehmen weitere verbesserte Modelle. Mit der Einführung von mit Lasersensoren ausgestatteten Modellen wurden bisher Auflösungen von bis zu 20000 dpi erreicht.
Seit 2005 erweiterte das Unternehmen seine Angebotspalette um weitere Produkte. So werden neben den Mäusen auch Mauspads und Gamepads angeboten. Eine der neueren Entwicklungen in diesem Bereich ist das Mousepad Destructor (engl. Zerstörer). Es soll durch besonders geringe Reibung und hohe Haltbarkeit die Leistung steigern. Die Gaming-Tastaturen sind ebenfalls auf den Einsatz durch den Spieler ausgelegt und ermöglichen zum Beispiel das Drücken von bis zu zehn Tasten gleichzeitig (sogenanntes Anti-Ghosting).
Weitere Bereiche, die Razer mit Produkten abdeckt, sind Accessoires, Kleidung, Rucksäcke, Controller, Streaming-Ausrüstung, wie zum Beispiel Kameras oder Mikrofone, Controller für Konsolen und PC, aber auch verschiedene Gaming-Laptops.
Die meisten der technischen Produkte sind heutzutage mit der sogenannten Chroma-Technik ausgestattet: etwa 16,8 Millionen Farben mit RGB-LEDs.
Mit hohen technischen Werten, zusätzlichen Einstellmöglichkeiten in den Treibern und dem Design der Mäuse will das Unternehmen das Produkt für Spieler attraktiver machen.
Am 18. Oktober 2016 hat Razer den Audio-Spezialisten THX übernommen.

## Chroma Apps
Diese Funktion ermöglicht es auf kompatiblen Geräten, welche Chroma unterstützen müssen, spezielle Lichteffekte anzuwenden. Klassischerweise werden diese durch das Spielgeschehen gesteuert. Die Apps hierfür müssen zuvor heruntergeladen werden und in der benötigten Software Razer Synapse aktiviert werden. Die Apps selbst werden von Drittanbietern gestellt. Herunterladen kann man diese auf der Razer-Website im Razer Workshop.

## Software
Neben Apps für die Beleuchtung bietet Razer verschiedene Softwares an. So wird allgemein Razer Synapse benötigt, um die Tastenbelegung, die, sofern es sich um ein Chroma-Produkt handelt, Beleuchtung der Peripheriegeräte und Makros zu konfigurieren. Mit Makros kann man verschiedene Tasten kombiniert auf eine Taste speichern, wobei auch Zeitabstände gespeichert werden können. Es können Programme gespeichert werden, in denen Tastenbelegungen und Beleuchtung gespeichert werden, sie können auch mit Programmen, wie zum Beispiel Spiele, verbunden werden, sodass beim Starten des Spiels direkt das Programm mit der dafür vorgesehenen Tastenbelegung aufgerufen wird. In Synapse können Statistiken zum Beispiel zur Verteilung und Menge an Tastenanschlägen gezählt und ausgewertet werden. Auch kann man in Synapse den „Tournament-Treiber“ herunterladen. Dieser enthält alle Programme und Makros, und diese können nicht mehr nachträglich verändert werden. Auch ersetzt dieser die Synapse-Software.
Eine weitere Software ist Razer Surround bzw. Surround Pro, letzteres muss käuflich erworben werden. Die Software bietet 7.1-Surround-Sound. Razer Surround wird durch Synapse bedient. Besondere Merkmale sind die Möglichkeiten, die Tonausgabe auf alle Razer-Audio-Produkte anzupassen (bereits voreingestellt), Ausnahme bilden hier Lautsprecher und Soundsysteme und die Möglichkeit, die Richtungseinstellung zu konfigurieren. Neben diesen Funktionen gibt es auch einen Equalizer, welcher voreingestellte Programme und die Möglichkeit zum Selbsteinstellen bietet, allgemeine Verbesserungen des Tons und den von Razer entworfenen „Razer Surround Sound“.
Razer Cortex ist eine Streaming- und Boostsoftware. Sie ist kostenlos und ermöglichte es dem Anwender, mit Razer Cortex Gamecaster ingame-Aufnahmen und -videos in HD-Qualität zu streamen. Da die in der Entwicklung der Software verwendete Architektur für die Aufnahmefunktion unter Microsoft Windows 10 Redstone 5 nicht mehr funktionierte, wurde Gamecaster aus Cortex entfernt und anschließend nicht mehr weiterentwickelt.
Die letzte Version, die Gamecaster unterstützt, lautet Version 8.5.11.854. Die Funktion Boost soll die Performance und Leistung verbessern.

## Sponsoring
Im Zusammenspiel mit professionellen Spielern trat Razer aktiv als Sponsor in Erscheinung. So gehörte etwa Johnathan “Fatal1ty” Wendel zu den ersten gesponserten Spielern. Bis heute sponsert Razer außerdem Veranstaltungen wie die World Cyber Games (offizieller Ausstatter) oder bedeutende StarCraft-Turniere.
Die Marketingstrategie Razers geht vor allem dahin, durch Sponsoring von Clans und E-Sport-Events Aufmerksamkeit zu erregen. Aus einer Kooperation mit dem Clan SK Gaming entstand das Copperhead-Modell „SK Gaming Edition“, bei welchem das pulsierende Razerlogo durch das SK-Gaming-Logo ersetzt wurde. Zu zahlreichen Clans werden bedruckte Mousepads angeboten, und seit 2010 werden lizenzierte Eingabegeräte und Kopfhörer für die Spiele StarCraft 2, Tron, Star Wars: The Old Republic, Mass Effect 3, Battlefield 3 und 4, League of Legends, Counter Strike: Global Offensive, Dragon Age 2 und Overwatch angeboten.